# Герб Республики Конго
Герб Республики Конго представляет собой щит, в золотом поле которого зелёный волнистый пояс, прикрытый червлёным восстающим львом с зелёным вооружением и языком, держащим в правой лапе чёрный факел с червлёным пламенем; щит увенчан золотой стилизованной короной, с чёрной надписью на обруче «Республика Конго» (фр. République du Congo); щит поддерживают два чёрных выходящих африканских слона, стоящих на червленом основании, с которого свисает золотая лента с национальным девизом на французском языке «Единство, Труд, Прогресс» (фр. Unité, Travail, Progrès).

## История герба
|  | Эмблема Народной Республики Конго 1970—1991 Эмблема Народной Республики Конго представляет собой золотые скрещённые молот и мотыгу, находящиеся между основаниями двух зелёных пальмовых ветвей, дугообразно идущих вверх; в верхней части эмблемы, между концами пальмовых ветвей, помещена золотая пятиконечная звезда; в нижней части эмблемы — серебряная дугообразная лента с чёрной надписью на французском языке «Труд, Демократия, Мир» (фр. Travail, Démocratie, Paix). |